# Franciszek Salezy Dmochowski

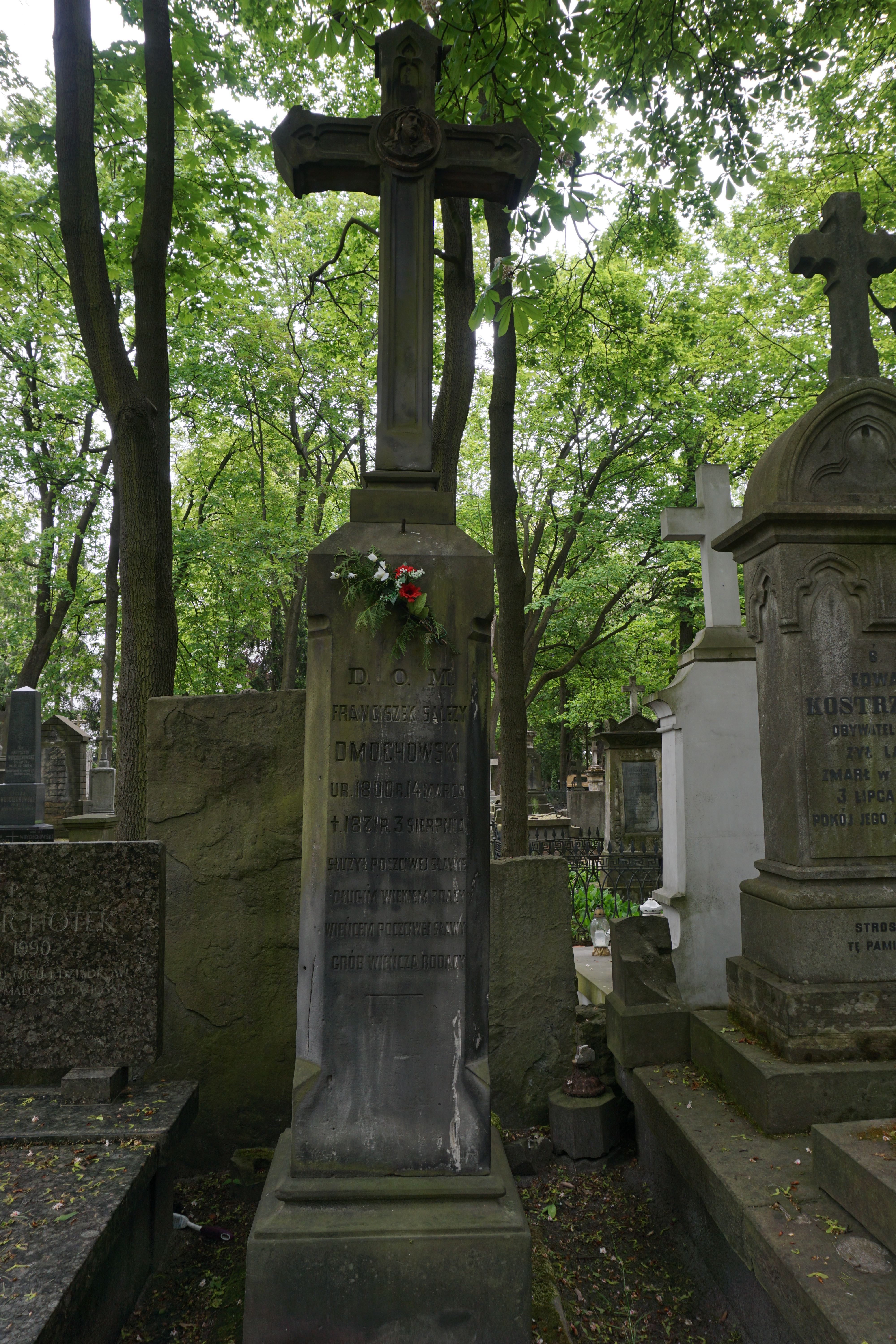
Grób Franciszka Salezego Dmochowskiego na cmentarzu Powązkowskim

Franciszek Salezy Dmochowski ps. i krypt.: Autor „Pogadanek niedzielnych”; Autor „Podarunku dla dobrych dzieci”; Dawny uczeń; Dawny uczeń szkół wojewódzkich i Uniwersytetu Warszawskiego; F. S. D.; Fr. S. D.; Obywatel ziemski; Tłumacz „Samotnika”; Wydawca romansów Walter Scotta (ur. 14 marca 1801 w Warszawie, zm. 3 sierpnia 1871 tamże) – polski pisarz, poeta, tłumacz, krytyk literacki i satyryk, wydawca, dziennikarz i publicysta. Inicjator kolportażu taniej książki w Polsce.

## Życiorys
Syn działacza politycznego Franciszka Ksawerego Dmochowskiego i Izabeli z Mikorskich. Pierwsze nauki pobierał w domu w Warszawie i w Świeszu (Kujawy), początkowo pod kierunkiem ojca. Po jego śmierci (1808), kontynuował je pod kierunkiem guwernera Antoniego Jakubowicza. Uczył się w warszawskich szkołach pijarskich (1809-1817), następnie studiował prawo i sztuki piękne na Królewskim Uniwersytecie Warszawskim. W tym okresie interesował się literaturą, głównie wykładami Kazimierza Brodzińskiego. Z powodu trudnej sytuacji materialnej, zaczął nauczać w niższych klasach Liceum Warszawskiego.
W latach 1820–1821 należał do redaktorów „Tygodnika Polskiego i Zagranicznego”, działając nadal jako profesor polskiego w Liceum Warszawskim, następnie w piśmie „Wanda” (od kwietnia 1820 do 21 września 1821). Następnie zajął się gospodarstwem w odziedziczonym majątku Świesz, a po jego sprzedaniu, w latach 1822–1824 dzierżawił wieś w okolicy Brzezin (pow. rawski). Po powrocie do Warszawy prowadził intensywną działalność wydawniczą (posiadał własną drukarnię nakładową oraz 2 księgarnie: warszawską przy ul. Miodowej i radomską). Począwszy od roku 1825, w serii Biblioteka Narodowa, wydawał pisma zbiorowe Franciszka Dionizego Kniaźnina i Franciszka Zabłockiego. Ponadto w latach 1825–1860 wydawał bądź redagował następujące pisma: „Biblioteka Polska” (1825-1826), „Gazeta Korespondenta Krajowego i Zagranicznego” z dodatkiem „Rozmaitości Warszawskie” (1826-1829), „Przewodnik Polski” (1829), „Niepodległość” (1831), „Muzeum Domowe” (1835-1839), „Kronikę Wiadomości Krajowych i Zagranicznych” (1856-1860).
Uczestniczył w dyskusjach klasyków i romantyków, opowiadając się po stronie klasyków (Uwagi nad teraźniejszym stanem, duchem, i dążnością poezji polskiej z 1825, omówienie sonetów oraz Ballad i romansów Mickiewicza z 1826). Romantyczną manierę pisarską wykpiwał w bajce Cielęta (1827).
Tłumaczył głównie powieści angielskie i francuskie (także na potrzeby swojego wydawnictwa). Wśród tłumaczonych przez Dmochowskiego autorów znaleźli się m.in.: Walter Scott, Balzac, Chateaubriand, Dickens, Molier, Racine, Wergiliusz.
Członek Towarzystwa Rolniczego w Królestwie Polskim w 1858 roku.
Został pochowany na cmentarzu Powązkowskim w Warszawie (kwatera 17-2-25).

## Twórczość

### Ważniejsze publikacje
1. „Zalety rymów”, Tygodnik Polski 1819, t. 1
2. „Uwagi nad teraźniejszym stanem, duchem i dążnością poezji polskiej”, Biblioteka Polska 1825, t. 1, przedr. Polska krytyka literacka (1800-1918), Materiały, t. 1, Warszawa 1959; S. Kawyn w: „Walka romantyków z klasykami”, Wrocław (1960), Biblioteka Narodowa, seria I, nr 183, także wyd. 2 Wrocław (1963); W. Billip w: Mickiewicz w oczach współczesnych... Antologia, Wrocław 1962 (fragm. włączone do poz. 19 i 41), przekł. rosyjski: Moskowskij tielegraf 1826, nr 15-16
3. „Sonety Adama Mickiewicza”, Biblioteka Polska 1826, t. 3, przedr.: Rozmaitości (Lwów) 1827, nr 19-20; S. Kawyn w: „Walka romantyków z klasykami. Wypisy”, Lublin 1947 (fragm.); S. Kawyn w: „Walka romantyków z klasykami”, Wrocław (1960), Biblioteka Narodowa, seria I, nr 183, także wyd. 2 Wrocław (1963); W. Billip w: Mickiewicz w oczach współczesnych... Antologia, Wrocław 1962
4. Podarunek dla dobrych dzieci, t. 1-8, Warszawa 1829; wyd. następne: Opowiadania ojca, cz. 1-2, Warszawa 1859
5. Odpowiedź na pismo p. Mickiewicza o krytykach i recenzentach warszawskich, obejmująca tekst p. Mickiewicza z uwagami krytycznymi i obraz dążności literatów polskich od panowania Stanisława Augusta aż do naszych czasów, Warszawa 1829; wyd. 2 „z dołączeniem dwóch artykułów z Biblioteki Polskiej wyjętych” (poz. 2, 3), Warszawa 1830; przedr. W. Billip w: Mickiewicz w oczach współczesnych... Antologia, Wrocław 1962
6. Nocleg w austerii. Komedioopera z francuskiego, Warszawa 1830
7. Wujaszek z Ukrainy. Komedioopera w 1 akcie,[4] Warszawa 1830 (według: E. A. Scribe, E. Mazères)
8. Powrót jenerała Dembińskiego (wiersz), Warszawa 1831
9. Powstanie narodu. Scena liryczna wystawiona na Teatrze Narodowym Warszawskim z muzyką J. Elsnera, wyst. i wyd. Warszawa 1831 (utwór przypisywany również L. A. Dmuszewskiemu)
10. Głos...na zebraniu członków Gwardii Narodowej, Warszawa 1831
11. „Jaka siła moralna zrządziła i prowadzi rewolucją Polski? Rzecz czytana na miesięcznym obchodzie pamiątki powstania w dniu 29 lipca 1831”, Niepodległość 1831 i odb.
12. Cześć młodzieży polskiej (wiersz), Warszawa 1831
13. Nagroda dla pilnych i grzecznych dzieci,[5] Warszawa 1832
14. Obrazy obyczajów i wspomnienia podróży zebrane z najnowszych autorów i podróżników,[6] Warszawa 1835
15. Rodzicielski podarunek. Powieści i komedyjki w 3 językach, polskim, francuskim i niemieckim[7][8], Warszawa 1838
16. Nauczycielka. Powieść z tegoczesnych obrazów społecznych[9], Warszawa 1857
17. Przekleństwo matki. Opowiadanie na rzeczywistych faktach osnowane[10], Warszawa 1858; wyd. następne: Gródek Jagielloński 1912; wyd. 3 Płock 1935
18. Obecne kwestie gospodarcze i przemysłowe, Warszawa 1858
19. Wspomnienia od 1806 do 1830 roku[11], Warszawa 1858; wyd. następne: Poznań 1887; oprac. Z. Libera, Warszawa 1959, Biblioteka Pamiętnikarzy Polskich i Obcych; tu także poz. 36, 41, 46; (do tekstu włączono fragment poz. 2)
20. Satyryczne powieści i gawędy, wiersze różne, przekłady i życiorysy[12], Warszawa 1859; zawartość: Satyryczne gawędy: Gawęda wiejska o preferansie; Powrót starca; Stary domek; Nasze gospodarstwo – Wiersze różne – Przekłady (m.in. zobacz: Przekłady poz. 55, fragment poz. 11) – Życiorysy: Wiadomość o życiu i pismach Franciszka Dionizego Kniaźnina (zobacz: Prace edytorskie poz. 2); Wiadomość o życiu i pismach Franciszka Zabłockiego (zobacz: Prace edytorskie poz. 5); Abraham Michał Trotz, jego życie i prace
21. Nowe drogi. Opowiadanie i marzenie ziemianina[13] (powieść), Warszawa 1859
22. Pijak, czyli dwaj osadnicy. Powieść obyczajowa, Warszawa 1859
23. „Powieści, obrazy i zarysy oryginalne i naśladowane”, Gazeta Codzienna 1859 i odb.
24. „Znakomitości tegoczesne. Zarysy zebrane z najnowszych źródeł”[14], Kronika Wiadomości Krajowych i Zagranicznych 1860 i odb.
25. Sprawa graniczna. Powieść z tegoczesnych zdarzeń[15], Warszawa 1860
26. Dawne obyczaje i zwyczaje szlachty i ludu wiejskiego w Polsce i w ościennych prowincjach[16], Warszawa 1860
27. Historia powszechna opowiedziana w skróceniu, z poglądem na religię, przemysł, handel i literaturę narodów, podług C. Cantu[17][18][19], t. 1, zeszyt 1-3, Warszawa 1860-1861
28. „Uwagi nad edukacją publiczną przez dawnego ucznia szkół wojewódzkich i Uniwersytetu Warszawskiego”, Pszczoła 1861 i odb.
29. Historia święta Starego i Nowego Testamentu opowiedziana w skróceniu, Warszawa 1861; wyd. następne: wyd. 2 Warszawa 1863; wyd. 3 Warszawa 1865 (zobacz: poz. 40)
30. Krótki zbiór historii polskiej opowiedzianej podług najnowszych źródeł historycznych, Warszawa 1862; wyd. następne: wyd. 2 uzupełnione Warszawa 1863; wyd. nowe, poprawione i uzupełnione Warszawa 1866; wyd. nowe, poprawione, rozwinięte i uzupełnione Warszawa 1877; Warszawa 1882; Warszawa 1898; Warszawa 1906
31. Wykład nauki czytania, pisania i rachunków dla użytku nauczających w ochronach i szkółkach wiejskich, z dołączeniem powiastek i przysłów polskich oraz 15 tablic liter i wyrazów, Warszawa 1862 (zobacz: poz. 32-33)
32. Powiastki dołączone do wykładu nauki czytania, pisania i rachunków, Warszawa 1862 (dołączone do poz. 31)
33. Przysłowia polskie, czyli nauka starych a rozumnych ludzi, Warszawa 1862 (dołączone do poz. 31)
34. Pierwsze wojny krzyżowe, z dodaniem krótkiej wiadomości o następnych, Warszawa 1862
35. Wiejskie pogadanki niedzielne[20], Warszawa 1862
36. „O wydawnictwie warszawskim od początku bieżącego stulecia do roku 1840”, Przegląd Europejski Naukowy, Literacki i Artystyczny 1863, t. 3; przedr. Z. Libera w: Wspomnienia... (zobacz: poz. 19)
37. Gospodarstwo domowe włościan polskich, przez obywatela ziemskiego[21], Warszawa 1863
38. Opowiadania starego nauczyciela[22], Warszawa 1863
39. Nauka prozy, poezji i zarys piśmiennictwa polskiego[23][24][25], cz. 1-3, Warszawa 1864; wyd. 2 Warszawa 1865
40. Krótki zbiór historii Starego i Nowego Testamentu, Warszawa 1864; wyd. następne: wyd. 2 Warszawa 1865; wyd. 4 Warszawa 1869; wyd. 5 Warszawa 1871; wyd. 6 Warszawa 1874; wyd. 7 Warszawa 1877; wyd. 8 Warszawa 1879; Warszawa 1895; wyd. 16 Warszawa 1898 (zobacz poz. 29)
41. „Wspomnienia literackie z dawnych czasów”, Biblioteka Warszawska 1866, t. 3 i odb.; przedr. Z. Libera w: Wspomnienia..., zobacz: poz. 19; (napisane z powodu Obozu klasyków L. Siemińskiego; do tekstu włączone fragmenty poz. 2 oraz kilku niepublikowanych wcześniej wierszy z lat 1819–1829: Świątynia pamięci, Historyczne odkrycie, Bigos hultajski)
42. Nauka gospodarstwa wiejskiego na małych udziałach gruntu, dla użytku włościan, Warszawa 1867
43. Meksyk opisany pod względem jeograficznym, statystycznym i historycznym od najdawniejszych czasów aż do śmierci cesarza Maksymiliana, podług najnowszych i najpewniejszych źródeł[26], Warszawa 1867
44. Poczciwość i praca, czyli historia biednej sieroty..., Warszawa 1868
45. „O życiu i pismach Kazimierza Brodzińskiego”[27], Biblioteka Warszawska 1870 i odb.
46. „Znakomici literaci z okresu od 1800 do 1830 roku”, Kłosy 1871, t. 12, s. 342 n., 358 n., 375 n., 395 n.; przedr. Z. Libera w: Wspomnienia..., zobacz: poz. 19
47. Pamiętniki, rękopis niedokończony (informacja K. W. Wójcickiego).

Artykuły i drobne utwory Dmochowski ogłaszał w czasopismach i zbiorach: Biblioteka Polska (wydawca i redaktor w latach 1825–1826; tu m.in. recenzje książek: I. Humnicki Edyp 1825, t. 2; L. Kropiński Nowe dzieła 1825, t. 2; F. Bernatowicz Pojata 1826, t. 1), Biblioteka Warszawska (1842-1871), Czytania Przyjemne (wydawca i redaktor w latach 1838–1839), Gazeta Codzienna (tu m.in.: „Obraz piśmiennictwa naszego w pierwszych dwudziestu pięciu latach dziewiętnastego wieku” 1856, nr 146-147, 149), Gazeta Korespondenta Warszawskiego i Zagranicznego (redaktor 1826-1829), Kłosy (1871), Kronika Wiadomości Krajowych i Zagranicznych (wydawca i redaktor w latach 1856–1860), Kronika Krajowa i Zagraniczna (wydawca i redaktor w roku 1860), Książka zbiorowa ofiarowana K. W. Wójcickiemu, Warszawa 1862, Muzeum Domowe (wydawca i redaktor w latach 1835–1839), Niepodległość (wydawca i redaktor w roku 1831), Pamiętnik Naukowy (1866), Pszczoła (1861-1862), Przegląd Europejski Naukowy, Literacki i Artystyczny (współpraca w roku 1862, wydawca i redaktor w roku 1863), Przewodnik Polski (wydawca i redaktor w roku 1829), Rozmaitości Warszawskie (redaktor w latach 1826–1829), Świat literatury..., Warszawa 1861 (zobacz: Prace edytorskie poz. 20; tu m.in.: Uwagi nad historią literatury J. Bartoszewicza), Tygodnik Polski (współredaktor 1820; tu m.in.: „O szczęściu człowieka” 1819, t. 1; „Do J. U. Niemcewicza od uczniów Uniwersytetu Warszawskiego” 1820, t. 2), Wanda (współredaktor 1820-1821; tu m.in.: „Mysz wojażująca” 1820, t. 1; „Nagrobek” 1821, t. 3; „Na zgon Stanisława Potockiego” 1821, t. 3). Wiersz zatytułowany Wiersz na redaktorów 1822, ogłosił z rękopisu Z. Sudolski w Pamiętniku Literackim: rocznik 47 (1956), zeszyt 3.
Wydane pod nazwiskiem Dmochowskiego i D. Lisieckiego: Pisma rozmaite..., t. 1-3, Warszawa 1821, w rzeczywistości są wydaniem tytułowym czasopisma Wanda 1821, t. 1, 3-4 i zawierają także pisma innych autorów.

### Przekłady
1. A. V. Arnault: Mariusz w Minturnie. Tragedia we 3 aktach, wyst. Warszawa 19 listopada 1819, fragm. Tygodnik Polski 1819, t. 4; całość wyd. Warszawa 1821
2. Molière: Urojona niewierność. Komedia w 3 aktach[28], wyst. Warszawa 19 listopada 1819, wyd. Warszawa 1821
3. Molière: Natręty. Komedia we 2 aktach[29], wyst. Warszawa 5 sierpnia 1820, fragm. Wanda 1820, t. 1; całość wyd. Warszawa 1821 (przeróbka)
4. Molière: Kto się kocha, ten się kłóci. Komedia w 2 aktach[30], wyst. Warszawa 15 grudnia 1820, wyd. Warszawa 1820 (współtłumacz: D. Lisiecki)
5. Ch. V. d’Arlincourt: Samotnik. Romans... w tłumaczeniu polskim skrócony[31], Warszawa 1821; wyd. następne: wyd. 2 poprawione i powiększone Warszawa 1822; wyd. 3 powiększone Warszawa 1825; wyd. 4 Warszawa 1829
6. (J. Macpherson): „Gaul. (Poemat Osjana)”, Wanda 1821, t. 2; wyd. następne: Książka zbiorowa ofiarowana K. W. Wójcickiemu, Warszawa 1862
7. J. Racine: Andromaka, wyst. Warszawa w marcu 1821, fragm. Wanda 1821, t. 1; całość wyd. zobacz: poz. 11, cz. 1
8. Voltaire: Zaira, fragm. Wanda 1821, t. 3; całość wyd. zobacz: poz. 11, cz. 2
9. P. Henares: Powietrze w Barcelonie, czyli ostatnie listy dwojga kochanków. Wydane w Madrycie... na polski język przełożone, Warszawa 1823
10. W. Scott: Ryszard Lwie Serce w Palestynie. Romans historyczny[32][33][34], t. 1-3, Warszawa 1826
11. Pisma wierszem, cz. 1-2, Warszawa 1827 (dedykowane J. U. Niemcewiczowi); zawartość – cz. 1: poz. 7 oraz drobne przekłady i wiersze ogł. poprzednio w czasopismach: Tygodnik Polski (1819-1820), Wanda (1820-1821), Biblioteka Polska (1825-1826), m.in.: G. Legouvé: Wspomnienia; J. Delille: Trzy królestwa natury; A. Lamartine: Nieśmiertelność (przedr. zobacz: Twórczość poz. 20); A. Lamartine: Poeta umierający (przedr. zobacz: Twórczość poz. 20); Ch. A. Demoustier: Listy Emilii o mitologii; Ch. A. Demoustier: Miłość w wiekach rycerskich; J. P. C. Florian: Bajki; I. Kryłow: Bajki; Zalety rymów (zob. Twórczość poz. 1) – cz. 2: poz. 8
12. W. Scott: Guy Mannering, czyli astrolog. Romans, t. 1-4[35][36][37][38], Warszawa 1827; wyd. następne: Warszawa 1928 (zob. Prace edytorskie poz. 3)
13. W. Scott: Narzeczona z Lammermooru. Romans, t. 1-3, Warszawa 1828 (zob. Prace edytorskie poz. 3)
14. W. Scott: Purytanie szkoccy. Romans, t. 1-3[39][40][41], Warszawa 1828 (zob. Prace edytorskie poz. 3)
15. W. Scott: Więzienie w Edynburgu. Romans, t. 1[42], Warszawa 1828; t. 2-4, Warszawa 1830 (zob. Prace edytorskie poz. 3)
16. K. Mac-Farlane: Turcja europejska, Konstantynopol i jego okolice uważane pod względem topograficznym i wojskowym, Warszawa 1829 (tłumaczenie z przekł. francuskiego)
17. W. Scott: Hetman z Chester. Romans, t. 1-3[43][44][45], Warszawa 1829 (zob. Prace edytorskie poz. 3)
18. V. H. Ducange: Doktor spowiednikiem, czyli młoda emigrantka. Romans[46][47][48], t. 1-5, Warszawa 1830
19. V. H. Ducange: Leonida, czyli stara z Sureny. Romans[49][50][51][52], t. 1-4, Warszawa 1830
20. W. Scott: Wawerley, czyli lat temu sześćdziesiąt. Romans, t. 1-5, Warszawa 1830
21. W. Scott: Opat. Romans, t. 1-4, Warszawa 1830-1832
22. P. M. Vergilius: Eneida (księgi 10-12) w: Eneida... Przekładania F. K. Dmochowskiego, wyd. 2 Warszawa 1830. zobacz: Prace edytorskie poz. 9 (drobne fragm. ksiąg 11-12 tłum. F. Kowalski)
23. C. P. Kock: Eugenia, czyli mąż i żona... Romans obyczajowy[53][54][55][56], t. 1-4, Warszawa 1832
24. J. H. Zschokke, E. T. A. Hoffmann: Powieści, t. 1-2, Warszawa 1832
25. V. H. Ducange: Trzy siostry. Romans,[57][58][59][60][61] t. 1-5, Warszawa 1833
26. C. P. Kock: Brat Jakub. Powieść, t. 1-4, Wilno 1833
27. J. R. Viss: Rodzina na bezludnej wyspie, czyli Robinson szwajcarski. Dziełko dla dzieci z niemieckiego, t. 1-2, Warszawa 1833; wyd. następne: Warszawa 1850 (2 wydania), tłumaczenie z przekł. francuskiego P. I. Montolieu
28. A. E. Voïart: Córka, siostra i matka, czyli trzy obrazy uczuć kobiety. Powieści[62][63][64], t. 1-3, Warszawa 1833
29. J. Delafaye-Bréhier: Rady dla dzieci w moralnych i ciekawych powieściach wystawione[65][66], t. 1-2, Warszawa 1834
30. C. P. Kock: Cyrulik paryski, t. 1-4, Warszawa 1834
31. A. M. Masson: Zawsze i wszędzie, czyli głos sumienia. Powieść, Warszawa 1834
32. J. H. Zschokke: Powieści moralne, Warszawa 1834
33. H. Balzac: Eugenia Grandet, czyli córka łakomcy. Scena z obrazów życia, t. 1-2, Warszawa 1835
34. H. Balzac: Obłęd umiejętności, Warszawa 1835, Gabinet Powieści i Romansów nr 3-4
35. E. Lytton Bulwer: Zapusty dziecinne, czyli małe towarzystwo. Dziełko dla dzieci, Warszawa 1835; wyd. następne: Wieczory dziecinne, czyli małe towarzystwo, Warszawa 1840
36. J. S. C. Dumont d’Urville: Podróż malownicza około świata. Porządny zbiór najciekawszych wiadomości i odkryć z Byrona, Wallis... itd., wydana przez Towarzystwo Podróżników i Uczonych pod kierunkiem pana..., na polskie przełożona przez..., z rycinami na miedzi przez F. Dietrich[67][68][69], rok I-II, Warszawa 1835-1836 (dzieło wydawane w pojedynczych zeszytach; zobacz także poz. 49)
37. C. P. Kock: Jedynak, czyli uczeń miłości. Romans obyczajowy, t. 1-3, Warszawa 1835
38. C. P. Kock: Sabaudczyk, czyli miłość i wdzięczność. Romans obyczajowy[70][71][72], t. 1-4, Warszawa 1835
39. A. M. Masson: Szyld, czyli sierota z placu Châtelet[73], Warszawa 1835 (2 wydania; jedno z nich razem z poz. 35)
40. C. P. Kock: Magdalena. Romans obyczajowy[74][75][76], t. 1-4, Warszawa 1836
41. K. Schmid: Obraz Boga-Rodzicy, czyli dziecię zgubione, Warszawa 1836; wyd. następne: Warszawa 1841; w: Dwie powiastki moralne, Warszawa 1857 (razem z: Dobry czyn albo dobrodziejstwo wynagrodzone)
42. K. Spindler: Żyd, czyli obraz Niemiec w wieku XV. Romans historyczno-obyczajowy, t. 1-4, Warszawa 1836
43. E. Lytton Bulwer: Eugeniusz Aram. Romans[77][78][79], t. 1-4, Warszawa 1837
44. C. P. Kock: Kawaler do wzięcia. Powieść obyczajowa, z dołączeniem dwóch pomniejszych powieści tegoż autora[80], t. 1-2, Warszawa 1837
45. C. P. Kock: Władysław i jego kuzynka. Romans, Warszawa 1837
46. K. Schmid: Baranek. Powiastka, Warszawa 1837; wyd. następne: Warszawa 1867
47. Podróż malownicza. Z 48 rycinami na miedzi przez F. Dietrich, t. 3-4, Warszawa 1837-1838 (zobacz poz. 37, wydawana w pojedynczych zeszytach)
48. H. Balzac: Po cóż chciał wiedzieć? Scena z życia paryskiego, Warszawa 1838
49. C. P. Kock: Zuzia. Romans obyczajowy[81], t. 1-4, Warszawa 1839
50. Nowy Kolumb. Pamiętnik podróży i wiadomości statystycznych przez... Rok 1839, t. 1, Warszawa 1839, wydawane pojedynczymi zeszytami (zeszyty: 1-6)
51. J. Bastide (ps. „C. Bodin”): Stenia. Romans, t. 1-4[82][83][84][85], Warszawa 1841
52. F. R. Chateaubriand: Podróż z Paryża do Jerozolimy[86], cz. 1-2, Warszawa 1853, Skarbiec Arcydzieł nr 10
53. V. Hugo: Mazepa (wolny przekład), dat. 1854, wyd. zobacz: Twórczość poz. 20)
54. C. Dickens: Wspomnienia sieroty, czyli pierwsze lata powieściopisarza. Powieść. Wolny przekł., t. 1-2[87], Warszawa 1857, Wieczory Zimowe, dział 2
55. H. Conscience: Powieści belgijskie z życia rodzinnego, t. 1-2, Warszawa 1858; wyd. następne: Warszawa 1861, Wieczory Zimowe, dział 1
56. C. Pinard: Dobrodziejstwa wiary chrześcijańskiej, czyli wpływ religii chrześcijańskiej na społeczeństwo[88], Warszawa 1860
57. C. Pinard: Duch wiary chrześcijańskiej, czyli wpływ religii chrześcijańskiej na oświatę i sztuki, Warszawa 1860.

Ponadto drobne przekłady ogłaszano w czasopismach i wydawnictwach zbiorowych (zobacz: Twórczość)

### Prace edytorskie
1. F. K. Dmochowski: „Pisma rozmaite..., tłumacza Iliady”, t. 1-2, Warszawa 1826
2. F. D. Kniaźnin: Dzieła, t. 1-7, Warszawa 1828-1829, Biblioteka Narodowa, oddz. I-III (wydawca korzystał z wypożyczonego mu rękopisu, znajdującego się w Bibliotece Czartoryskich, sygn. 2223; wyd. cenzurowane; niektóre wiersze zostały pominięte lub wydane w postaci skróconej; wstęp przedr. zobacz: Twórczość poz. 20)
3. W. Scott: Wybrane romanse, oddz. I-III, Warszawa 1828-1830; zawartość: przekłady poz. 12 (wyd. następne), 13-14, 16, 18; Antykwariusz (tłum. E. Glücksberg); Rozbójnik morski (tłum. F. Kowalski)
4. W. Scott: Ivanhoe, czyli powrót krzyżowca. Romans, t. 1-4, Warszawa 1829
5. F. Zabłocki: Dzieła, t. 1-6, Warszawa 1829-1830, Biblioteka Narodowa, oddz. III-IV, t. 8-13 (wydawca korzystał ze złożonych w bibliotece puławskiej rękopisów Zabłockiego oraz z rękopisów teatralnych; rękopisy puławskie zachowały się w Bibliotece Czartoryskich (sygn. 1966, 2489, 2491-2492), inne częściowo w Bibliotece Narodowej BOZ; wstęp przedr. zobacz: Twórczość poz. 20)
6. L. C. A. Forbin: Wspomnienia Sycylii, Warszawa 1830
7. E. F. Lantier: Podróż do Hiszpanii, t. 1-2, Warszawa 1830
8. F. K. Van-der-Velde: Powieści historyczne, t. 1-2, Warszawa 1830
9. P. M. Vergilius: Eneida... Przekładania F. K. Dmochowskiego, wyd. 2 Warszawa 1830 (zobacz: Przekłady poz. 22)
10. Żywoty sławnych Polaków, t. 1-3, Warszawa 1830; t. 4, Radom 1831; t. 5, Radom 1830; zawartość – t. 1: S. Orzechowski Żywot Jana Tarnowskiego; K. Kognowicki Życie Lwa Sapiehy (początek) – t. 2: K. Kognowicki Życie Lwa Sapiehy (ciąg dalszy) – t. 3: F. Bohomolec Życie Jana Zamoyskiego – t. 4: D. M. Krajewski Historia Stefana Czarnieckiego, zbawcy Polski w najcięższych dla niej okolicznościach – t. 5: K. Falkenstein Tadeusz Kościuszko, czyli dokładny rys jego życia; t. 1-4 oparte na edycji T. Mostowskiego Życia sławnych Polaków, t. 1-2, Warszawa 1805
11. Rozrywki niedzielne, Warszawa 1833; wyd. następne: Czytelnia najnowszych powieści rozmaitego rodzaju i przedmiotu, t. 1-8, Warszawa 1834 (tu, głównie przedr. z Dziennika Wileńskiego)
12. H. Balzac: Obrazy z życia i powieści filozoficzne, t. 1-2, Warszawa 1834
13. Gabinet czytania, to jest zbiór powieści, romansów tudzież artykułów nauce i zabawie poświęconych, t. 1-3, Warszawa 1834
14. Wieczory w domowym zaciszu, czyli zbiór powieści rozmaitych z najnowszych autorów, Warszawa 1834
15. Gabinet powieści i romansów zebrany z najnowszych i najcelniejszych autorów, t. 1-8, Warszawa 1835-1836; inne wyd.: t. 1-6, Warszawa brak roku wydania
16. Czytania pożyteczne i przyjemne. Dzieło w trzech językach: polskim, francuskim i niemieckim, dla użytku młodzieży wydane, t. 1-3, Warszawa 1837
17. Czytania przyjemne. Zbiór najnowszych powieści. Pismo dodatkowe do „Muzeum Domowego”, t. 1-3, Warszawa 1838; t. 1-3, Warszawa 1839
18. Praktyczna nauka czterech języków: francuskiego, angielskiego, niemieckiego i włoskiego, przez czytanie i tłumaczenie powieści i dramatów dla młodzieży stosownych, Warszawa 1860
19. Wybór najnowszych tworów literatury zagranicznej, t. 1-2, Warszawa 1860; zawartość t. 1: A. Esquiros: Holandia – t. 2: A. Thierry: Epoka Attyli; K. Faber: Powieści hiszpańskie; F. Guizot: Miłość w małżeństwie
20. Świat literatury, historii, nauk ekonomicznych, podróży i powieści. Dzieło zbiorowe w IV tomach, t. 1, Warszawa 1861, współwydawca: Z. Zaborowski (wyszedł tylko t. 1: zeszyty 1-4; tu m.in. Dmochowskiego Życie, dzieła i epoka L. Osińskiego – zobacz: poz. 21)
21. L. Osiński: Dzieła, t. 1-4, Warszawa 1861-1862 (wstęp wyd. także w poz. 20)
22. K. Brodziński: Pisma. Wydanie zupełne poprawne i dopełnione z nie ogłoszonych rękopismów staraniem J. I. Krasszewskiego, t. 1-8, Poznań 1872-1874 (Dmochowski zgromadził rękopisy i przekazał je Kraszewskiemu)
23. Powieści i romanse zebrane z najnowszych i najcelniejszych autorów, Warszawa brak roku wydania.

### Listy
- List z roku 1831, rękopis: Biblioteka Jagiellońska, sygn. 6233/III
- Do K. Koźmiana 2 listy – z roku 1839 i bez daty, rękopisy: Biblioteka PAN Kraków, sygn.: 2031, t. 2, k. 137-138; 2063, k. 139
- Od: K. Koźmiana, D. Lisieckiego, A. E. Odyńca i innych osób, rękopisy: Biblioteka PAN Kraków, sygn. 716, 717 (Teki Walewskiego), fragmenty ogł.: J. Korpała „Za kulisami młodej Warszawy literackiej przed powstaniem listopadowym”, Pamiętnik Literacki, rocznik 28 (1931), s. 554–602; A. Kowalska „Momus” Alojzego Żółkowskiego, Warszawa 1959 (aneks); A. Bar Kumoszki na Parnasie, Kraków 1947, s. 209, 295-298 i in.